# 2182 kHz

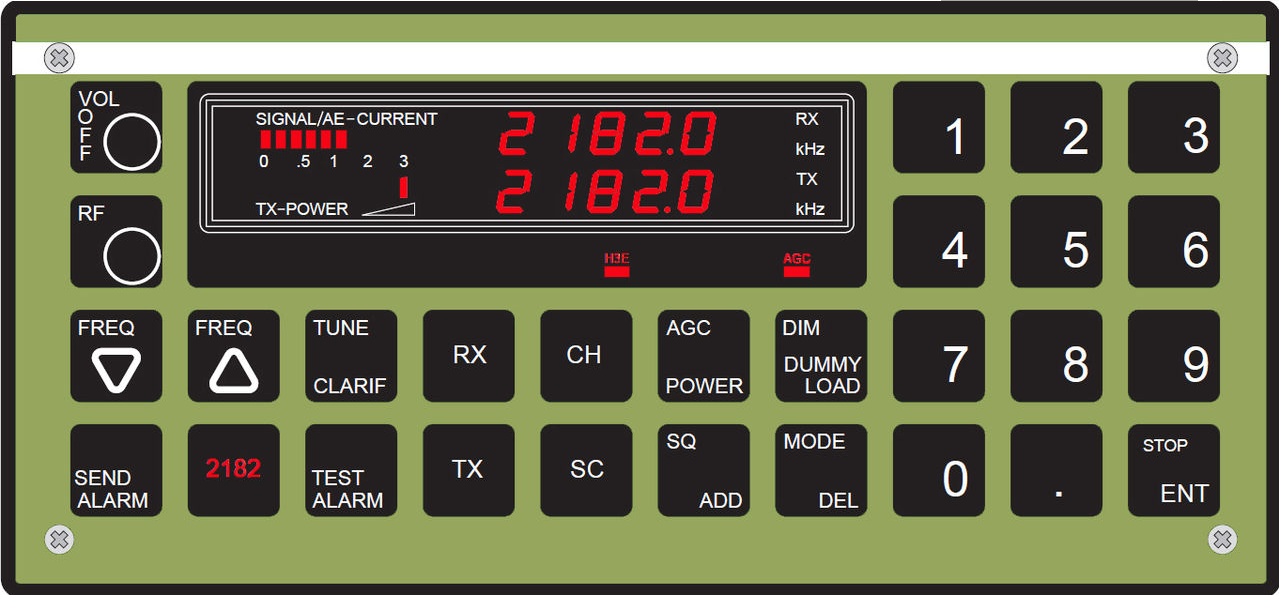
Grenz- und Kurzwellenfunkgerät mit eingestellter Frequenz 2182. Klar erkennbar ist die Schnellwahltaste zum Umschalten auf die Notruffrequenz (Taster markiert mit 2182 in Rot). Links davon der Taster zum Aussenden des Sprechfunkalarmzeichens; rechts davon ein Taster zum Testen des Alarmzeichens (Erzeugen des Zeichens ohne Aussendung über die Hauptantenne)

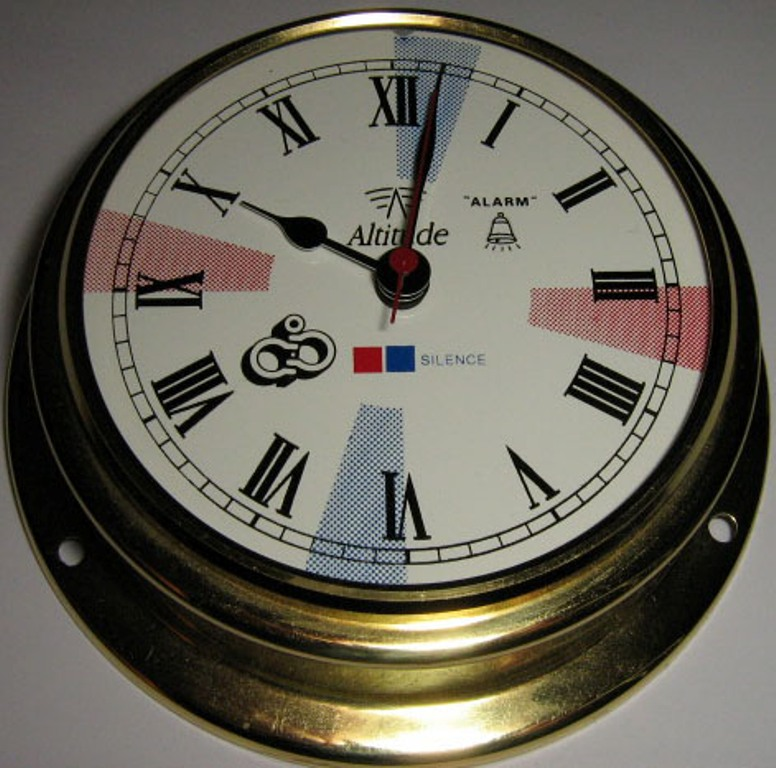
Auf der Uhr sind die Zeiten der Funkstille für die Frequenz 2182 kHz (in Blau) und für die Frequenz 500 kHz (in Rot) besonders ausgewiesen.

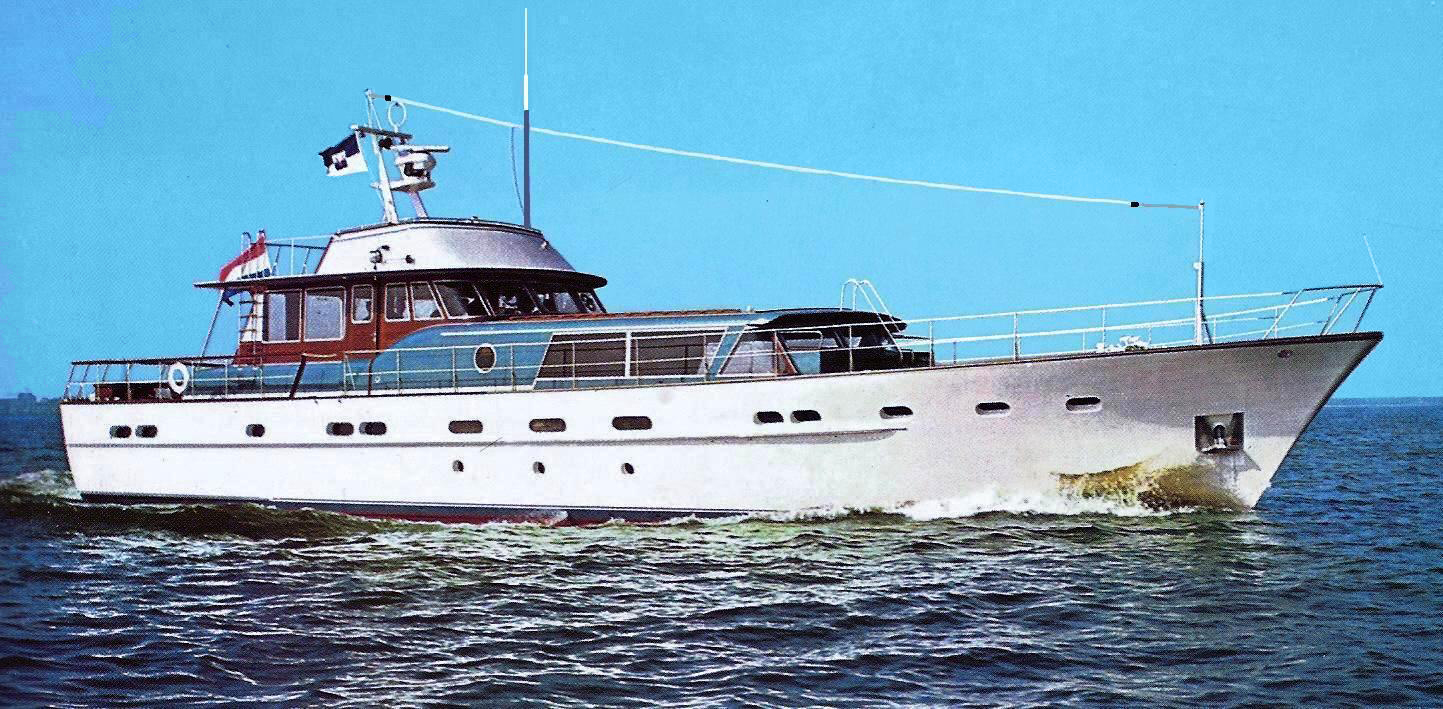
Yacht mit Grenzwellenfunkantenne für 2182 kHz

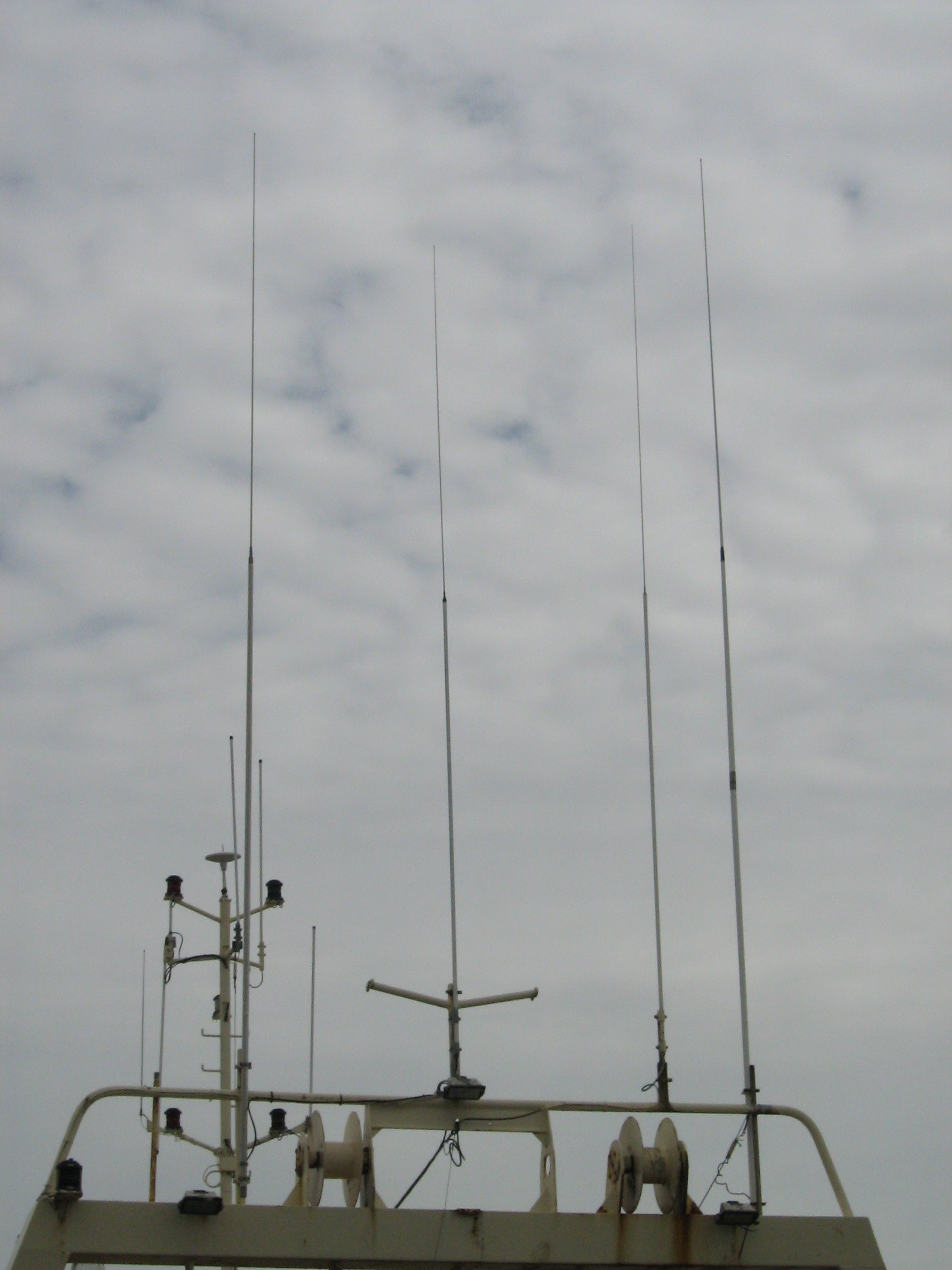
Grenz- und Kurzwellenfunkantennen auf einem Fischerboot

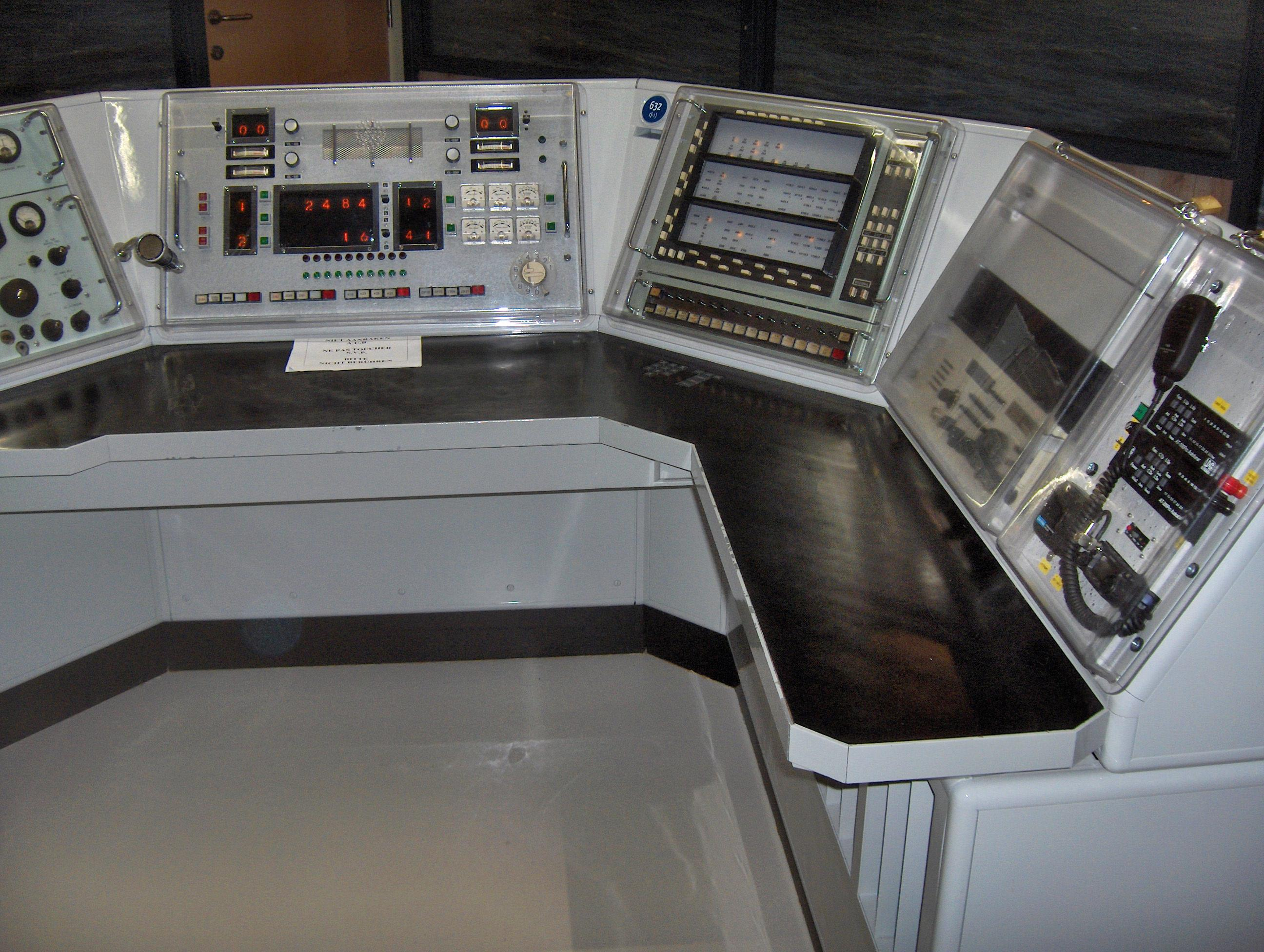
Arbeitsplatz einer Küstenfunkstelle. Hier wurde die Frequenz 2182 kHz abgehört. National Fishery Museum, Oostduinkerke, Belgien

Die Frequenz 2182 kHz ist eine Funkfrequenz des Seefunkdienstes. Die Frequenz wurde mit dem SOLAS-Abkommen 1948 als verbindliche Anruf- und Notruf-Frequenz festgelegt. Die Frequenz diente als Sprechfunk-Ergänzung für die Funktelegraphie-Frequenz 500 kHz. Ursprünglich wurde mit der Amplitudenmodulation gearbeitet, ab 1973 wurde vermehrt mit Einseitenbandmodulation (SSB) im oberen Seitenband (USB) gearbeitet. Vor der Einführung des UKW-Kanals 16 (156,800 MHz) galt die Frequenz, neben der Mittelwellenfrequenz 500 kHz, als die wichtigste Frequenz für seegängige Schiffe und musste mit einem Wachempfänger auf der Brücke eines Schiffes abgehört werden. Heutzutage übernimmt die Frequenz 2187,5 kHz diese Aufgabe, auf der mit Digital Selective Calling (DSC) gearbeitet wird, einem automatischen Telex-Verfahren, welches ermöglicht, Schiffsdaten, Standort und weitere Informationen im Notruf zu übermitteln, während die Frequenz 2182 als Sprechfunkfrequenz ausgelegt war. Die Frequenz zählt in Deutschland zu der Grenzwelle, in englischsprachigen Ländern zu der Mittelwelle. Mit der Frequenz konnte eine Reichweite zwischen 500 und 1000 Kilometern erzielt werden. Auf der Frequenz musste von der vollen Stunde bis zur 3. Minute und von der 30. Minute bis zur 33. Minute Funkstille eingehalten werden. Diese Funkstille war notwendig, damit auch schwache Signale, z. B. von Rettungsbooten, empfangen werden konnten. Ursprünglich wurde die Frequenz von allen Grenz- und Kurzwellen-Küstenfunkstellen wie Norddeich Radio oder Kiel Radio abgehört. Mit der vollen Einführung von Global Maritime Distress and Safety System (GMDSS) erlosch die Verpflichtung, diese Frequenz abzuhören, und viele Küstenfunkstellen stellten ihre Funkwache auf dieser Frequenz ein. Auch erlosch die Verpflichtung für Schiffe diese Frequenz abzuhören, die mit GMDSS-Selektivrufverfahren ausgerüstet waren. Prinzipiell bedeutete dies das Ende des Berufs Funkoffizier oder Seefunker, da der Funker durch automatisierte Systeme ersetzt werden konnte. Obwohl die Frequenz ihre Bedeutung als Notruffrequenz verloren hat, wird sie weiterhin zur Abarbeitung von Seenotfällen verwendet. Herbeieilende Rettungsschiffe müssen mit dem Havaristen auf dieser Frequenz in Verbindung treten. Bei einem Seenotfall haben alle Aussendungen, die nicht den Rettungsmaßnahmen dienen, zu unterbleiben.

## Notruf
Für die Aussendung eines Mayday-Notrufs gab eine standardisierte Vorgehensweise, die in den Prüfungen zur Erteilung eines Seefunkzeugnisses geprüft wurde. Beispiel eines Notrufs:
„Mayday Mayday Mayday This is Seemöwe Seemöwe Seemöwe (fiktiver Schiffsname) Delta Alpha Foxtrot Golf (fiktives Rufzeichen) Mayday position xxx xxx, we are sinking, manning lifeboat Mayday (Betätigen der Mikrofontaste über mindestens 10 Sekunden, um Schiffen eine Peilung zu ermöglichen).“ Alle hörenden Funkstationen mussten den Erhalt der Sendung quittieren oder konnten den Notruf mit Mayday Relay wiederholen. Diese Funktion übernahmen normalerweise die Küstenfunkstellen.

## Sprechfunk-Alarmzeichen
Da das Abhören der Frequenz 2182 kHz auf der Brücke oft als störend empfunden wurde, wurden viele Brücken mit einem Sicherheitsempfänger ausgerüstet, der nur bei Empfang eines Sprechfunk-Alarmzeichens den Lautsprecher aktivierte. Das Sprechfunk-Alarmzeichen bestand aus zwei abwechselnd gesendeten, sinusförmigen Tönen von 2200 Hz und 1300 Hz über einen Zeitraum von einer Minute. Gewechselt wurden die Töne alle 250 Millisekunden. Erst nach Empfang einer solchen Nachricht wurde der Lautsprecher des Empfängers aktiviert. Parallel erfolgte ein Alarmsignal im Funkraum des Schiffes und in der Kammer des Funkoffiziers. Alarmzeichengeber waren auf Schiffen ab einer gewissen Größe vorgeschrieben.

## Anrufe
Die Frequenz wurde auch zum Anrufen von Schiffen verwendet. Besonders Küstenfunkstellen (z.B. Norddeich Radio) kündigten damit vorliegende Telefongespräche und Telegramme an. Der eigentliche Funkverkehr fand auf anderen Frequenzen statt (diese wurden Arbeitsfrequenzen genannt). Beispiel einer Aussendung: „All ships all ships all ships this is Norddeich Radio. An alle Funkstellen, an alle Funkstellen, an alle Funkstellen hier ist Norddeich Radio. We have traffic for the following stations Verkehr liegt vor für (es folgte eine Liste von Funkrufzeichen und Schiffsnamen) Norddeich Radio is listening on, Norddeich Radio hört auf den folgenden Frequenzen (es folgte eine Liste der Bänder bzw. Frequenzen). Hier ist Norddeich Radio Ende des Sammelanrufs.“ Sammelanrufe wurden regelmäßig zumeist stündlich ausgesendet. Auch Wetternachrichten, wie Sturmwarnungen und nautische Nachrichten, wie zum Beispiel das Erlöschen eines Funkfeuers oder eines Leuchtturms, wurden auf dieser Frequenz angekündigt. Das Verlesen der eigentlichen Nachricht fand auf einer Arbeitsfrequenz statt.